# Obiettivo Risarcimento Volley 2014-2015
Questa voce raccoglie le informazioni riguardanti l'Obiettivo Risarcimento Volley nelle competizioni ufficiali della stagione 2014-2015.

## Stagione
La stagione 2014-15 è per l'Obiettivo Risarcimento Volley, club di Villaverla ma che nella denominazione riporta la città di Vicenza, sede degli incontri casalinghi, la prima in Serie A2: la società nasce infatti distaccandosi dal Volley Towers, che si impegnerà solo in campo giovanile, da cui acquista il titolo sportivo e il conseguente diritto di partecipare al campionato cadetto. Dal Volley Towers viene ereditato sia l'allenatore, Delio Rossetto, che buona parte della rosa, con giocatrici come Laura Baggi, Simona Ghisellini e Caterina Cialfi, mentre i nuovi acquisti sono Elisa Cella, Joanna Frąckowiak, Irina Smirnova e Marilyn Strobbe.
Il campionato si apre con la vittoria per 3-0 sul VolAlto Caserta a cui fanno seguito due sconfitte: nel prosieguo del girone di andata il club di Villaverla vince tutte le partite disputate, eccetto quella della sesta giornata contro il Neruda Volley e quella della tredicesima giornata contro il Pavia Volley, chiudendo al terzo posto in classifica e qualificandosi per la Coppa Italia di Serie A2. Il girone di ritorno si apre con quattro vittorie, interrotte nel mezzo dallo stop la Trentino Rosa: dopo la sconfitta contro il Neruda Volley, la squadra veneta inanella sei successi consecutivi, che la portano a chiudere la reguar season al secondo posto in classifica. Nei play-off promozione parte direttamente dalle semifinali dove incontra la Beng Rovigo Volley: vince gara 1, perde gara 2, ma riesce ad accedere al turno successivo grazie al successo in gara 3; nella serie finale ha la meglio sulla Pro Victoria, vincendo le due gare utili e venendo così promossa per la prima volta in Serie A1.
Il terzo posto al termine del girone di andata nella Serie A1 2014-15 consente all'Obiettivo Risarcimento Volley di partecipare alla Coppa Italia di Serie A2: tuttavia l'avventura nella competizione dura solo per i quarti di finale, in quanto è eliminato dalla squadra di Rovigo, che vince per 3-1 sia la gara di andata sia quella di ritorno.

## Organigramma societario
Area direttiva
- Presidente: Flavio Grison
- Vicepresidente: Paolo Simioni
- Segreteria generale: Laura Seganfreddo

Area organizzativa
- Team manager: Alida Pretto
- Direttore sportivo: Delio Rossetto
- Dirigente: Flavio Grison
- Consigliere: Roberto Simioni, Massimo Buggiarin, Laura Seganfreddo, Amelio Spiller

Area tecnica
- Allenatore: Delio Rossetto
- Allenatore in seconda: Adriano Cisotto
- Assistente allenatore: Alessandro Delia, Kin Cudic
- Scout man: Jacopo Palazzi

Area comunicazione
- Ufficio stampa: Alida Pretto

Area marketing
- Ufficio marketing: Amelio Spiller

Area sanitaria
- Preparatore atletico: Carlo Recher
- Fisioterapista: Claudio Salvato

## Rosa
| N° | Nome                 | Ruolo | Data di nascita  | Nazionalità sportiva |
| -- | -------------------- | ----- | ---------------- | -------------------- |
| 1  | Marilyn Strobbe      | C     | 11 febbraio 1989 | Italia               |
| 3  | Caterina Cialfi      | P     | 17 agosto 1995   | Italia               |
| 5  | Alessia Lanzini      | L     | 28 giugno 1981   | Italia               |
| 6  | Joanna Frąckowiak    | S     | 4 luglio 1986    | Polonia              |
| 7  | Elisa Cella          | S     | 4 giugno 1982    | Italia               |
| 8  | Laura Baggi          | S     | 2 gennaio 1992   | Italia               |
| 9  | Silvia Fiori         | L     | 18 luglio 1994   | Italia               |
| 11 | Irina Smirnova       | S/O   | 14 aprile 1990   | Russia               |
| 12 | Valentina Pastorello | C     | 23 dicembre 1993 | Italia               |
| 14 | Simona Ghisellini    | P     | 20 gennaio 1974  | Italia               |
| 17 | Elena Fronza         | C     | 27 aprile 1992   | Italia               |

## Mercato
| Acquisti | Acquisti             | Acquisti        | Acquisti   |
| R.       | Nome                 | da              | Modalità   |
| -------- | -------------------- | --------------- | ---------- |
| S        | Laura Baggi          | Towers          | definitivo |
| S        | Elisa Cella          | Béziers         | definitivo |
| P        | Caterina Cialfi      | Towers          | definitivo |
| L        | Silvia Fiori         | Towers          | definitivo |
| S        | Joanna Frąckowiak    | Villanterio     | definitivo |
| C        | Elena Fronza         | Towers          | definitivo |
| P        | Simona Ghisellini    | Towers          | definitivo |
| L        | Alessia Lanzini      | Towers          | definitivo |
| C        | Valentina Pastorello | Towers          | definitivo |
| S/O      | Irina Smirnova       | Chara Morin     | definitivo |
| C        | Marilyn Strobbe      | Savino Del Bene | definitivo |

## Risultati

### Serie A2

#### Girone di andata
| 1ª giornata - 2 novembre 2014 Palasport Città di Vicenza, Vicenza  | Obiettivo Risarcimento | 3 - 0 | VolAlto Caserta        | 25-16, 25-19, 25-19               |
| 2ª giornata - 9 novembre 2014 Palazzetto dello Sport, Monza        | Pro Victoria           | 3 - 1 | Obiettivo Risarcimento | 25-22, 25-17, 22-25, 25-22        |
| 3ª giornata - 16 novembre 2014 Palasport Città di Vicenza, Vicenza | Obiettivo Risarcimento | 0 - 3 | Trentino Rosa          | 22-25, 22-25, 23-25               |
| 4ª giornata - 23 novembre 2014 PalaBaldinelli, Osimo               | Filottrano             | 0 - 3 | Obiettivo Risarcimento | 15-25, 17-25, 22-25               |
| 5ª giornata - 30 novembre 2014 Palasport Città di Vicenza, Vicenza | Obiettivo Risarcimento | 3 - 0 | Club Italia            | 25-20, 25-17, 25-16               |
| 6ª giornata - 7 dicembre 2014 PalaResia, Bolzano                   | Neruda                 | 3 - 2 | Obiettivo Risarcimento | 21-25, 26-24, 27-29, 25-20, 15-12 |
| 7ª giornata - 10 dicembre 2014 Palasport Città di Vicenza, Vicenza | Obiettivo Risarcimento | 3 - 1 | Piacentina             | 25-18, 25-18, 23-25, 25-21        |
| 8ª giornata - 14 dicembre 2014 Palazzetto dello Sport, Rovigo      | Beng Rovigo            | 0 - 3 | Obiettivo Risarcimento | 23-25, 26-28, 23-25               |
| 9ª giornata - 21 dicembre 2014 PalaScoppa, Soverato                | Soverato               | 0 - 3 | Obiettivo Risarcimento | 20-25, 23-25, 24-26               |
| 11ª giornata - 4 gennaio 2015 Geopalace, Olbia                     | Hermaea                | 1 - 3 | Obiettivo Risarcimento | 25-23, 14-25, 20-25, 21-25        |
| 12ª giornata - 11 gennaio 2015 Palasport Città di Vicenza, Vicenza | Obiettivo Risarcimento | 3 - 1 | Libertas Aversa        | 25-23, 25-19, 22-25, 25-18        |
| 13ª giornata - 18 gennaio 2015 PalaRavizza, Pavia                  | Pavia                  | 3 - 2 | Obiettivo Risarcimento | 25-19, 18-25, 25-22, 11-25, 15-13 |

#### Girone di ritorno
| 14ª giornata - 25 gennaio 2015 Palazzetto dello Sport, Caserta      | VolAlto Caserta        | 1 - 3 | Obiettivo Risarcimento | 25-22, 21-25, 16-25, 18-25        |
| 15ª giornata - 1º febbraio 2015 Palasport Città di Vicenza, Vicenza | Obiettivo Risarcimento | 3 - 1 | Pro Victoria           | 25-18, 25-23, 23-25, 25-23        |
| 16ª giornata - 8 febbraio 2015 PalaSanbapolis, Trento               | Trentino Rosa          | 3 - 1 | Obiettivo Risarcimento | 25-22, 16-25, 25-18, 25-22        |
| 17ª giornata - 15 febbraio 2015 Palasport Città di Vicenza, Vicenza | Obiettivo Risarcimento | 3 - 0 | Filottrano             | 25-14, 25-21, 25-8                |
| 18ª giornata - 21 febbraio 2015 Centro Pavesi, Milano               | Club Italia            | 1 - 3 | Obiettivo Risarcimento | 25-18, 15-25, 20-25, 22-25        |
| 19ª giornata - 8 marzo 2015 Palasport Città di Vicenza, Vicenza     | Obiettivo Risarcimento | 1 - 3 | Neruda                 | 21-25, 25-19, 16-25, 17-25        |
| 20ª giornata - 11 marzo 2015 PalaFranzanti, Piacenza                | Piacentina             | 2 - 3 | Obiettivo Risarcimento | 20-25, 29-27, 25-21, 14-25, 8-15  |
| 21ª giornata - 15 marzo 2015 Palasport Città di Vicenza, Vicenza    | Obiettivo Risarcimento | 3 - 1 | Beng Rovigo            | 25-13, 25-21, 26-28, 27-25        |
| 22ª giornata - 22 marzo 2015 Palasport Città di Vicenza, Vicenza    | Obiettivo Risarcimento | 3 - 1 | Soverato               | 20-25, 25-20, 25-16, 25-17        |
| 24ª giornata - 4 aprile 2015 Palasport Città di Vicenza, Vicenza    | Obiettivo Risarcimento | 3 - 2 | Hermaea                | 14-25, 25-14, 18-25, 25-20, 21-19 |
| 25ª giornata - 8 aprile 2015 PalaJacazzi, Aversa                    | Libertas Aversa        | 2 - 3 | Obiettivo Risarcimento | 23-25, 25-23, 26-28, 25-21, 10-15 |
| 26ª giornata - 12 aprile 2015 Palasport Città di Vicenza, Vicenza   | Obiettivo Risarcimento | 3 - 0 | Pavia                  | 25-16, 32-30, 25-18               |

#### Play-off promozione
| Semifinali (gara 1) - 22 aprile 2015 Palasport Città di Vicenza, Vicenza | Obiettivo Risarcimento | 3 - 2 | Beng Rovigo            | 29-27, 25-20, 26-28, 23-25, 16-14 |
| Semifinali (gara 2) - 25 aprile 2015 Palazzetto dello Sport, Rovigo      | Beng Rovigo            | 3 - 0 | Obiettivo Risarcimento | 25-22, 25-14, 25-22               |
| Semifinali (gara 3) - 29 aprile 2015 Palasport Città di Vicenza, Vicenza | Obiettivo Risarcimento | 3 - 1 | Beng Rovigo            | 20-25, 25-21, 25-18, 25-19        |
| Finale (gara 1) - 3 maggio 2015 Palasport Città di Vicenza, Vicenza      | Obiettivo Risarcimento | 3 - 0 | Pro Victoria           | 26-24, 25-21, 25-12               |
| Finale (gara 2) - 6 maggio 2015 Palazzetto dello Sport, Monza            | Pro Victoria           | 2 - 3 | Obiettivo Risarcimento | 25-18, 14-25, 25-22, 20-25, 13-15 |

### Coppa Italia di Serie A2

#### Fase a eliminazione diretta
| Quarti di finale (andata) - 21 gennaio 2015 Palazzetto dello Sport, Rovigo       | Beng Rovigo            | 3 - 1 | Obiettivo Risarcimento | 25-18, 25-17, 23-25, 25-18 |
| Quarti di finale (ritorno) - 28 gennaio 2015 Palasport Città di Vicenza, Vicenza | Obiettivo Risarcimento | 1 - 3 | Beng Rovigo            | 25-20, 13-25, 28-30, 17-25 |

## Statistiche

### Statistiche di squadra
| Competizione             | Punti | In casa | In casa | In casa | In trasferta | In trasferta | In trasferta | Totale | Totale | Totale |
| Competizione             | Punti | G       | V       | P       | G            | V            | P            | G      | V      | P      |
| ------------------------ | ----- | ------- | ------- | ------- | ------------ | ------------ | ------------ | ------ | ------ | ------ |
| Serie A2                 | 53    | 15      | 13      | 2       | 14           | 9            | 5            | 29     | 22     | 7      |
| Coppa Italia di Serie A2 | -     | 1       | 0       | 1       | 1            | 0            | 1            | 2      | 0      | 2      |
| Totale                   | -     | 16      | 13      | 3       | 15           | 9            | 6            | 31     | 22     | 9      |

G = partite giocate; V = partite vinte; P = partite perse

### Statistiche dei giocatori
| Giocatore     | Serie A2 | Serie A2 | Serie A2 | Serie A2 | Serie A2 | Coppa Italia di Serie A2 | Coppa Italia di Serie A2 | Coppa Italia di Serie A2 | Coppa Italia di Serie A2 | Coppa Italia di Serie A2 | Totale | Totale | Totale | Totale | Totale |
| Giocatore     | P        | PT       | AV       | MV       | BV       | P                        | PT                       | AV                       | MV                       | BV                       | P      | PT     | AV     | MV     | BV     |
| ------------- | -------- | -------- | -------- | -------- | -------- | ------------------------ | ------------------------ | ------------------------ | ------------------------ | ------------------------ | ------ | ------ | ------ | ------ | ------ |
| L. Baggi      | 22       | 76       | ?        | ?        | ?        | 2                        | 15                       | 13                       | 2                        | 0                        | 24     | 91     | ?      | ?      | ?      |
| E. Cella      | 29       | 437      | ?        | ?        | ?        | 2                        | 23                       | 20                       | 2                        | 1                        | 31     | 460    | ?      | ?      | ?      |
| C. Cialfi     | 26       | 41       | ?        | ?        | ?        | 2                        | 3                        | 1                        | 2                        | 0                        | 28     | 44     | ?      | ?      | ?      |
| S. Fiori      | 24       | 2        | ?        | ?        | ?        | 2                        | -                        | -                        | -                        | -                        | 26     | 2      | ?      | ?      | ?      |
| E. Fronza     | 22       | 108      | ?        | ?        | ?        | 2                        | 9                        | 6                        | 2                        | 1                        | 24     | 117    | ?      | ?      | ?      |
| J. Frąckowiak | 29       | 376      | ?        | ?        | ?        | 2                        | 34                       | 31                       | 2                        | 1                        | 31     | 410    | ?      | ?      | ?      |
| S. Ghisellini | 28       | 20       | ?        | ?        | ?        | 1                        | 0                        | 0                        | 0                        | 0                        | 29     | 20     | ?      | ?      | ?      |
| A. Lanzini    | 29       | 1        | ?        | ?        | ?        | 1                        | -                        | -                        | -                        | -                        | 30     | 1      | ?      | ?      | ?      |
| V. Pastorello | 27       | 154      | ?        | ?        | ?        | 2                        | 12                       | 7                        | 5                        | 0                        | 29     | 166    | ?      | ?      | ?      |
| I. Smirnova   | 29       | 519      | ?        | ?        | ?        | 2                        | 25                       | 24                       | 1                        | 0                        | 31     | 544    | ?      | ?      | ?      |
| M. Strobbe    | 29       | 254      | ?        | ?        | ?        | 2                        | 9                        | 8                        | 0                        | 1                        | 31     | 263    | ?      | ?      | ?      |

P = presenze; PT = punti totali; AV = attacchi vincenti; MV = muri vincenti; BV = battute vincenti